# Herb Namiestowa

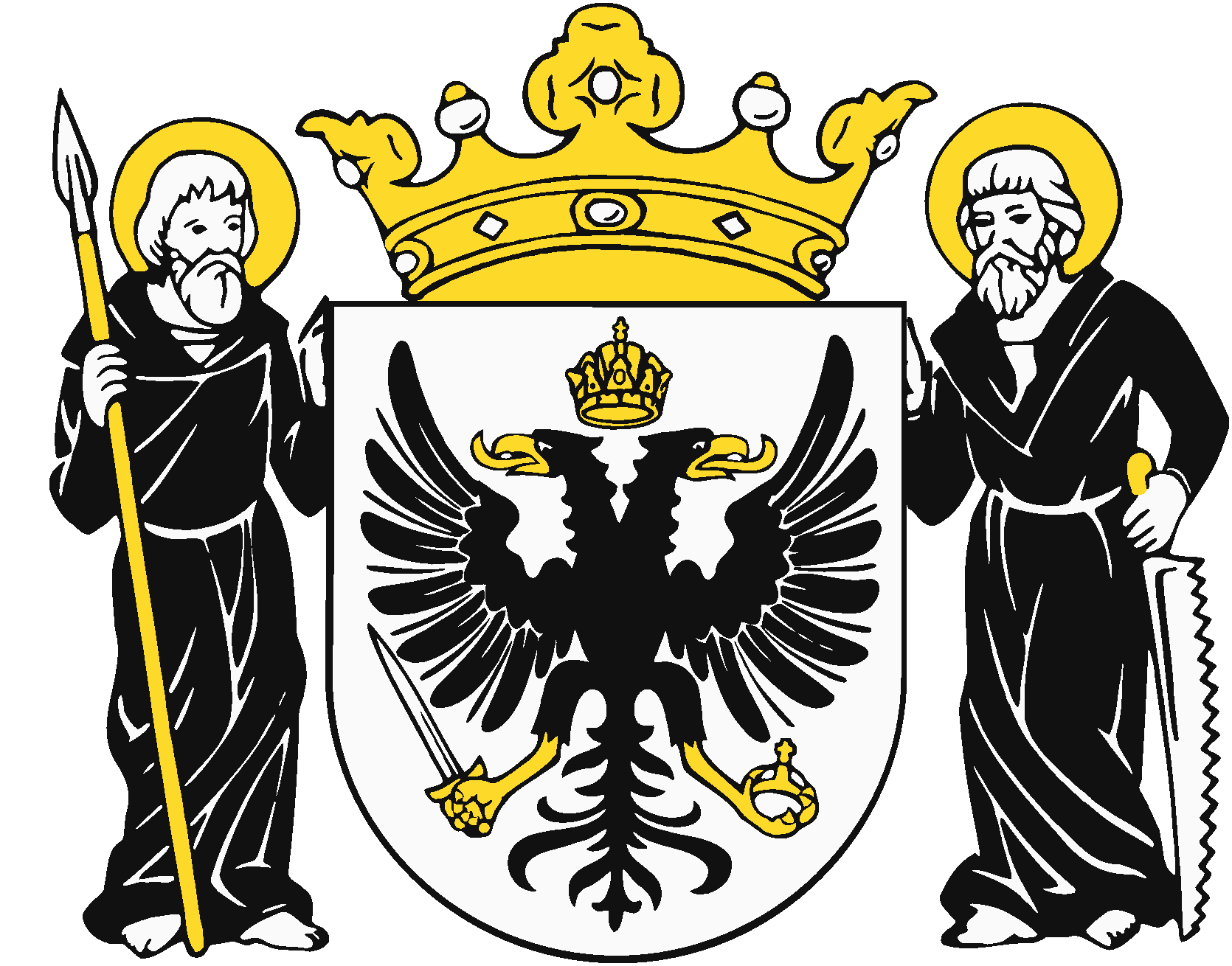
Herb wielki Namiestowa

Herb Namiestowa przedstawia na tarczy w polu srebrnym czarnego dwugłowego orła o złotym uzbrojeniu trzymającego w  prawej łapie miecz i jabłko królewskie w lewej. Nad głowami orła złota zamknięta korona. Trzymaczami herbu są postacie świętych Szymona Apostoła (z piłą) i Judy Tadeusza (z włócznią). Na tarczy złota otwarta korona.
Herb w obecnej wersji przyjęty został w 1986 roku i nawiązuje do cesarskiej pieczęci z 1777 roku.